# Харлем (Монтана)
Харлем (енгл. Harlem) град је у америчкој савезној држави Монтана.

## Демографија
По попису из 2010. године број становника је 808, што је 40 (-4,7%) становника мање него 2000. године.
| Група             | 2000.       | 2010.       |
| Белци             | 446 (52,6%) | 336 (41,6%) |
| Афроамериканци    | 2 (0,2%)    | 0 (0,0%)    |
| Азијати           | 2 (0,2%)    | 0 (0,0%)    |
| Хиспаноамериканци | 14 (1,7%)   | 32 (4,0%)   |
| Укупно            | 848         | 808         |